# Epoicocladius chuzeundecimus
Epoicocladius chuzeundecimus är en tvåvingeart som beskrevs av Sasa 1984. Epoicocladius chuzeundecimus ingår i släktet Epoicocladius och familjen fjädermyggor. Inga underarter finns listade i Catalogue of Life.